# 0-41*
«0-41*» — индийский документальный драматический фильм 2016 года режиссёра Сенна Хегде, в котором исследуется жизнь группы молодых людей в сельской местности, играющих в волейбол.
Мировая премьера состоялась 26 января 2016 года на 11 кинофестивале в Баю в Лафайетте (Bayou Film Festival), штат Луизиана, США. Премьера в ЮАР прошла 14 марта 2016 года. В Индии зрители увидели фильм 15 августа 2016 года.
Слоган фильма звучит как «Let Your Faith Be Bigger Than Your Fear» — «Пусть ваша вера будет больше вашего страха».

## Сюжет
Действие фильма происходит в небольшом городе Канхангад (Северная Керала). Фильм рассказывает реальные истории различных людей, которые переосмысливают события, произошедшие с ними. Показаны их жизненные истории, чаяния и ожидания, вера и страхи, а также взгляды на остальной мир, а сельский образ жизни Индии представляет собой яркий фон. Действие фильма разворачивается в течение шести дней.
Группа местной молодежи в небольшом городке в Индии каждый вечер дружно играет в волейбол. Раджеш и Випин с огромным энтузиазмом возглавляют свои волейбольные команды, пока, казалось бы, бесконечная полоса поражений не приводит Раджеша и его команду к унынию и потере веры в себя. В документальной драме проводится тонкая параллель между полосой неудач и умением взять свою жизнь под контроль.

## В ролях
- Эби Ганеш
- Ричидаш Ганеш
- Абхилащ Гопал
- Рупеш Кадазанадан
- Випин Каввай
- Низин Кичу
- Ядхулал Кришнан
- Абхижит Лакшаманан
- Вишну Лакшаманан
- Санал Ману
- Шобит
- Абхилаш Зояммал
- Акхилеш Зояммал
- Амбу Зояммал
- Приядат Зояммал

## Участие в фестивалях
- 11 международный кинофестиваль Баю, США
- 1 международный кинофестиваль РапидЛион, Южная Африка[2]
- 3 международный кинофестиваль Ноида
- Независимый кинофестиваль в Майами, США[3]
- международный кинофестиваль Ньюарк, США[4]